# Pavel Drobil
Pavel Drobil (ur. 18 października 1971 w Bruntálu) – czeski polityk, przedsiębiorca i samorządowiec, parlamentarzysta, w 2010 minister środowiska.

## Życiorys
W 1990 ukończył szkołę średnią w Boguminie, a w 1995 studia prawnicze na Uniwersytecie Masaryka w Brnie. W połowie lat 90. pracował w firmie doradczej Arthur Andersen, po uzyskaniu uprawnień zawodowych podjął praktykę adwokacką. Obejmował też kierownicze stanowiska w spółkach prawa handlowego.
W 1998 dołączył do Unii Wolności, a w 2000 przystąpił do Obywatelskiej Partii Demokratycznej. W latach 2010–2012 pełnił funkcję wiceprzewodniczącego ODS. W 2002 po raz pierwszy został radnym Bogumina. W latach 2004–2010 był radnym kraju morawsko-śląskiego. Od 2004 do 2008 sprawował urząd zastępcy hetmana tego kraju, odpowiadając za rozwój gospodarczy. W 2010 uzyskał mandat deputowanego do Izby Poselskiej, który wykonywał do 2013. Od lipca do grudnia 2010 zajmował stanowisko ministra środowiska w rządzie Petra Nečasa. Ustąpił w związku z kontrowersjami związanymi z Państwowym Funduszem Środowiska Republiki Czeskiej.
Powrócił następnie do działalności biznesowej. Wybrany później na przewodniczącego ODS w kraju morawsko-śląskiego.